# Carlo Maderno
Carlo Maderno  o Maderna (Capolago, Suiza en 1556 - Roma, Italia en 30 de enero de 1629), fue un arquitecto italiano recordado como uno de los padres de la arquitectura barroca, ya que sus fachadas de Santa Susana, de la basílica de San Pedro y de San Andrés della Valle, fueron de importancia clave en la evolución del barroco italiano.
Perteneciente a una familia de canteros, se formó con su tío Domenico Fontana, en Roma, como cantero y estucador. Su primera obra importante fue la fachada de Santa Susana, realizada entre 1595 y 1603, en la que utilizó el modelo de la fachada de la iglesia del Gesù de Giacomo della Porta, aunque introdujo una mayor volumetría que acentuaba el claroscuro. 
Bajo el pontificado de Paulo V, ganó el concurso para la conclusión de la basílica de San Pedro del Vaticano, en la que planteó, para dar una mayor cabida a los fieles, transformar el proyecto de Miguel Ángel de planta centralizada de cruz griega en una planta longitudinal de cruz latina. La solución de Maderno debía ser un compromiso que no alterara el concepto fundamental planteado por Miguel Ángel, la cúpula, como elemento dominante y organizador del espacio; al levantar la monumental fachada la concibió longitudinalmente y no en altura, pese a su gran monumentalidad. La cúpula de Miguel Ángel, en cualquier caso quedó desplazada hacia el fondo, debido al nuevo cuerpo introducido. Se le reconoce el mérito de haber obrado con gran respeto por la obra de Miguel Ángel, y haber articulado el edificio, con todos los condicionantes que se le planteaban, teniendo muy en cuenta el espacio que lo precedía y preparando la gran solución urbanística dada por Bernini para la plaza de San Pedro.

## Biografía

### Los comienzos romanos

#### Formación

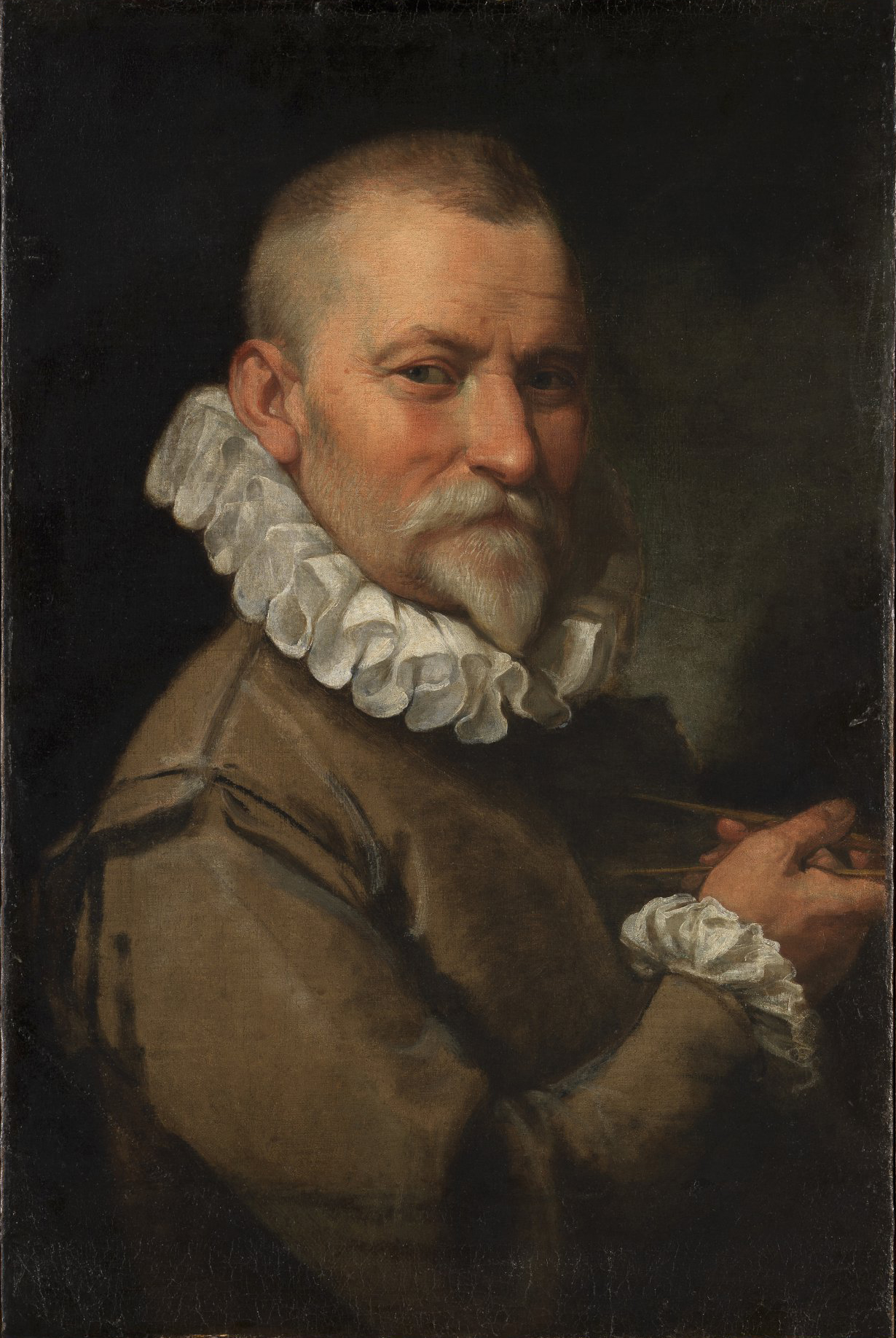
Retrato de Domenico Fontana, tío de Carlo Maderno, realizado por Federico Zuccari

Carlo Maderno nació alrededor de 1556 hijo de Paolo y de Caterina Fontana, hermana de Domenico Fontana; fue el mayor de los cuatro hermanos Pompeo, Alessandro, Girolamo, Santino y su hermana Marta. No hay documentos sobre el año de nacimiento (los críticos, sin embargo, acuerdan colocarlo aproximadamente en 1556, fecha también indicada por Pascoli y Baglione) o el lugar, que se supone que fue Capolago (cerca de Bissone, en el cantón Ticino) ya que era el lugar que el propio Maderno, en las diversas escrituras notariales, afirmaba ser su ciudad natal.
Maderno comenzó a trabajar en las canteras de mármol del lejano norte, pero las escasas oportunidades de carrera ofrecidas por Capolago le llevaron a mudarse a Roma con cuatro de sus hermanos para ayudar a su tío materno Domenico Fontana, considerado en ese momento el arquitecto más prestigioso del mundo occidental. No se sabe exactamente cuándo se mudó a Roma, donde vivía Fontana: algunos documentos atestiguan su presencia desde los años del pontificado del papa Gregorio XIII (1572-1585), como asistente de las obras de construcción de San Luigi dei Francesi, dirigidas precisamente por el tío Domenico. Siempre junto a Fontana en diversas obras de construcción, trabajó inicialmente como cortador de mármol, y su experiencia en artesanía escultórica le ayudaría a aprender rápidamente los rudimentos de la arquitectura: él, de hecho, había seguido sustancialmente el propio itinerario de los maestros ticineses —los Fontana, los Garvo, los Novi, los Castello, los Longhi, los Mola— que llegados al Urbe, invirtieron su propio capital para organizar su propio trabajo estableciendo compañías o sociedades, favoreciendo así el ascenso desde el humilde «garzoni» al prestigioso papel de los «capomaestri» («maestros de  construcción»).

#### Las primeras obras romanas

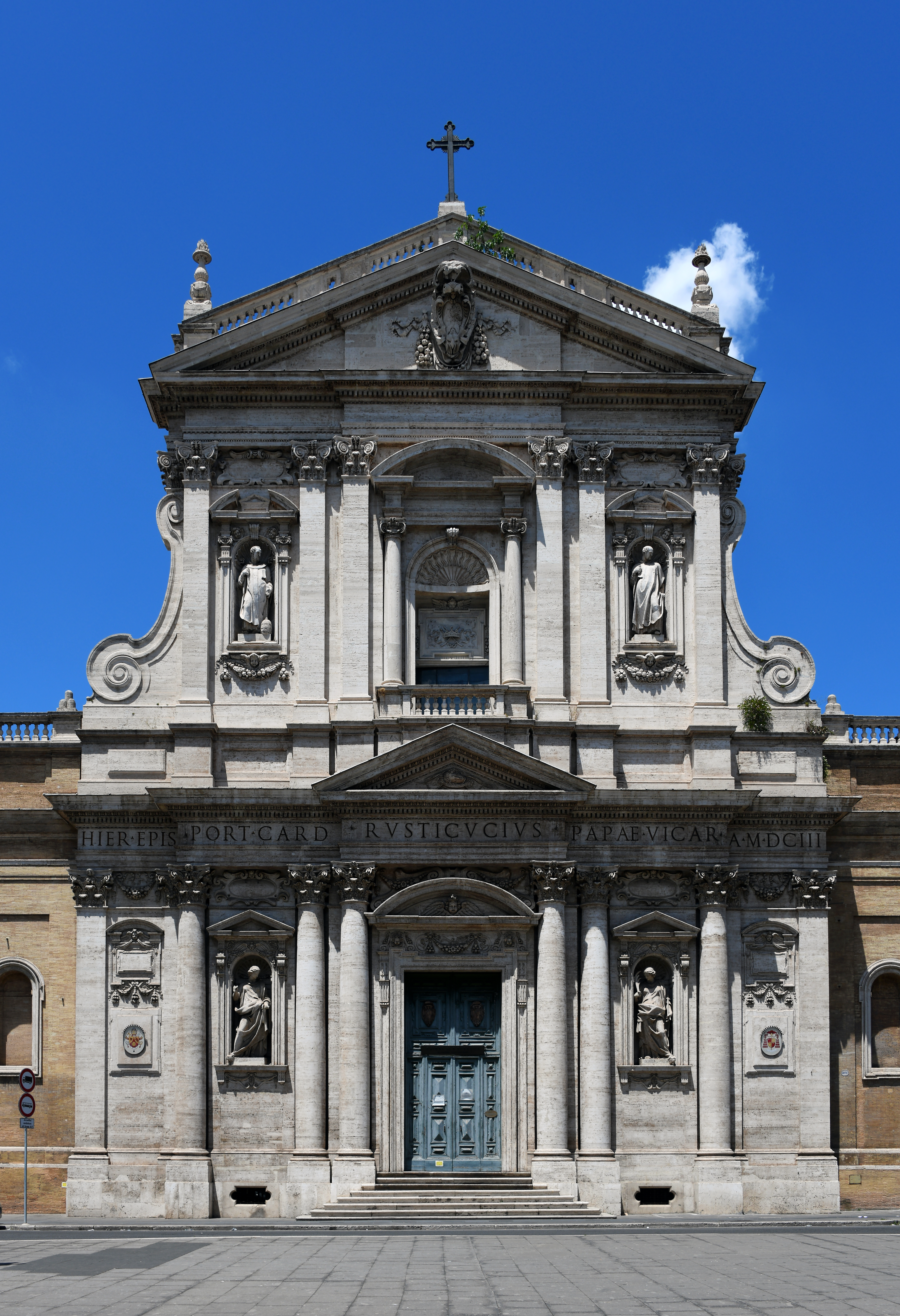
Fachada de la Iglesia de Santa Susana (Roma), diseñada por Carlo Maderno.

Maderno también siguió este mecanismo económico-productivo, asociándose con Filippo Breccioli en una empresa dedicada al transporte y comercio de materiales de construcción; también trabajó junto a Giovanni Fontana, a su hermano Pompeo, a Marsilio Fontana, a su tío Domenico y a Girolamo Garvo, imponiéndose con fuerza en la escena emprendedora romana.
Después del ascenso al trono papal de Sixto V, Maderno ya había alcanzado una reputación tan sólida como para obtener la ciudadanía romana, junto con sus hermanos que entretanto ya se habían establecido en Roma. Como parte de las obras gestionadas por el taller de Fontana, a Maderno también se le confiaron encargos de naturaleza puramente técnica, como el traslado de las estatuas de los Dioscuri  (Cástor y Pólux) en la plaza del Quirinal o la elevación de los obeliscos sixtinos en Santa Maria Maggiore (1588), en el Laterano (1587-1588), en plaza del Popolo (1587-1589) y en el Vaticano. Estuvo involucrado en esos años en obras de ingeniería hidráulica, tanto como ejecutivo (junto con Giovanni Fontana en el acueducto de Loreto) como de consultor, proporcionando asesoramiento y consejo a la regulación del río Velino y la prevención de las inundaciones del Tíber.
Tras el traslado definitivo de Fontana a Nápoles, ya que había caído en desgracia tras la muerte de Sixto V, Maderno se hizo cargo de la empresa familiar, consolidando aún más su fama. En 1603, su primera obra de arquitectura, la fachada de la Iglesia de Santa Susana, considerada por muchos como el primer ejemplo completo de arquitectura barroca. Esta fachada, cuyo eje central fue acentuado mediante el uso gradual de pilastras, semicolumnas y columnas hacia la parte media del alzado, despertó la atención de Asdrubale Mattei, marqués de Giove y marqués de rocca Sinibalda, que le encargó la realización del propio palazzo (la única obra realizada en su totalidad por Maderno) en una parcela situada en la esquina de las actuales calles de Funari y Caetani. En 1602 asumió los encargos de Giacomo Della Porta, fallecido ese mismo año, y entró al servicio del papa Clemente VIII; para la familia de los Aldobrandini,  a la que pertenecía el pontífice, completó la villa Belvedere a Frascati, amplió el  palazzo después Doria-Pamphili en la Via del Corso y planeó siempre en Roma  la capilla de la familia en Santa Maria sopra Minerva.
La capilla Foscari en la basílica de Santa Maria del Popolo se remonta a este mismo período, luego de la compra por parte de monseñor Tiberio Cerasi  de la futura capella Cerasi.

### La madurez artística

#### La fábrica de San Pedro

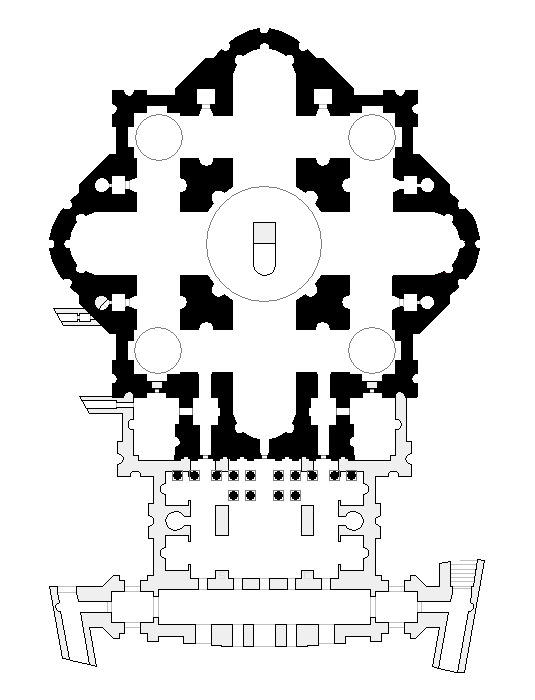
En negro, el proyecto de Michelangelo para la basílica de San Pedro y sin relleno la modificación debida a Carlo Maderno

Fachada de la Basílica de San Pedro (Ciudad del Vaticano), diseñada por Carlo Maderno.

Maderno y Giovanni Fontana se hicieron cargo de los encargos de Giacomo della Porta y también asumieron la superintendencia de la  Fabbrica di San Pietro en julio de 1603. La basílica petriana, de hecho, se encontraba en un estado muy heterogéneo:  si gran parte de los proyectos de Miguel Ángel, con la construcción de la cúpula y de un cuerpo de planta central, una parte considerable de la nave original continuaba en pie, aunque en condiciones precarias de conservación. Por ello la fábrica antigua fue desmantelada y se decidió cambiar el prestigioso complejo miguelangelesco. Luego se lanzó un concurso al que se invitó a arquitectos de renombre: Flaminio Ponzio, Giovanni Fontana, Maderno, Girolamo Rainaldi, Niccolò Branconio, Ottavio Turriani, Domenico Fontana, Giovanni Antonio Dosio y Lodovico Maderno. El ganador fue el propio Maderno, quien se encontró a sí mismo como responsable de «una de las tareas más importantes pero también más ingratas de la construcción romana del siglo XVII... [porque] todos se sentían con derecho a comparar su trabajo con el proyecto de Miguel Ángel; y si los críticos benevolentes reconocieron el mérito de poder, en las circunstancias dadas, salvar lo más posible del proyecto del "divino", aquellos mal dispuestos lo reprocharon por haberse comprometido en una competencia tan desigual».
Maderno, en su proyecto de San Pedro, se vio obligado a responder principalmente a las necesidades funcionales, pastorales y teológicas. El arquitecto, de hecho, tuvo que construir un pórtico, una sacristía y una loggia para las bendiciones (no prevista en el proyecto inicial de Miguel Ángel), y evitar dejar inutilizado el espacio previamente cubierto del antiguo templo paleocristiano, sin olvidar además proporcionar espacio suficiente para las actividades litúrgicas. Maderno también decidió completar la basílica vaticana extendiendo el brazo este de la edificación miguelangelesca, con un cuerpo longitudinal en «túnel procesional», y crear, a partir de 1608, la imponente fachada. Esta intervención es una de las obras más discutidas y criticadas en la historia de la arquitectura: de hecho, la extensión de la basílica, reconducible a una cruz latina, impide la visión cercana de la gran cúpula, mientras que la fachada, sin los campanarios previstos en el proyecto de Maderno y no realizados para problemas estructurales, llama la atención por la anchura excesiva.

#### Últimos años
Tras las intervenciones en San Pedro, a las que el nombre de Maderno está inextricablemente vinculado, el arquitecto completó el coro y la cúpula de la iglesia de San Juan de los Florentinos (terminando una obra ya iniciada por Della Porta) y comenzó la iglesia de Santa Maria della Vittoria. Estuvo particularmente activo en las obras de San Andrés della Valle, donde trabajó durante los siguientes veinte años, hasta su muerte; aquí completó la nave y construyó el transepto y el coro, ayudado por la colaboración activa del sobrino Francesco Borromini, que trabajaba como tallador de piedra.
Maderno también se comprometió con el joven Borromini en otras construcciones, incluida la restauración de Santa Maria della Rotonda, en el diseño no elegido de la iglesia de Sant'Ignazio di Loyola en Campo Marzio y en el edificio del palacio Barberini, en el que Gian Lorenzo Bernini también participó. La gestión de esta última fábrica fue confiada a Maderno precisamente por su experiencia: aquí el ahora viejo arquitecto ejecutó la fachada este, los dos primeros niveles de la loggia, la disposición y las decoraciones del ala norte y, en general, las líneas generales del proyecto.

## Obras

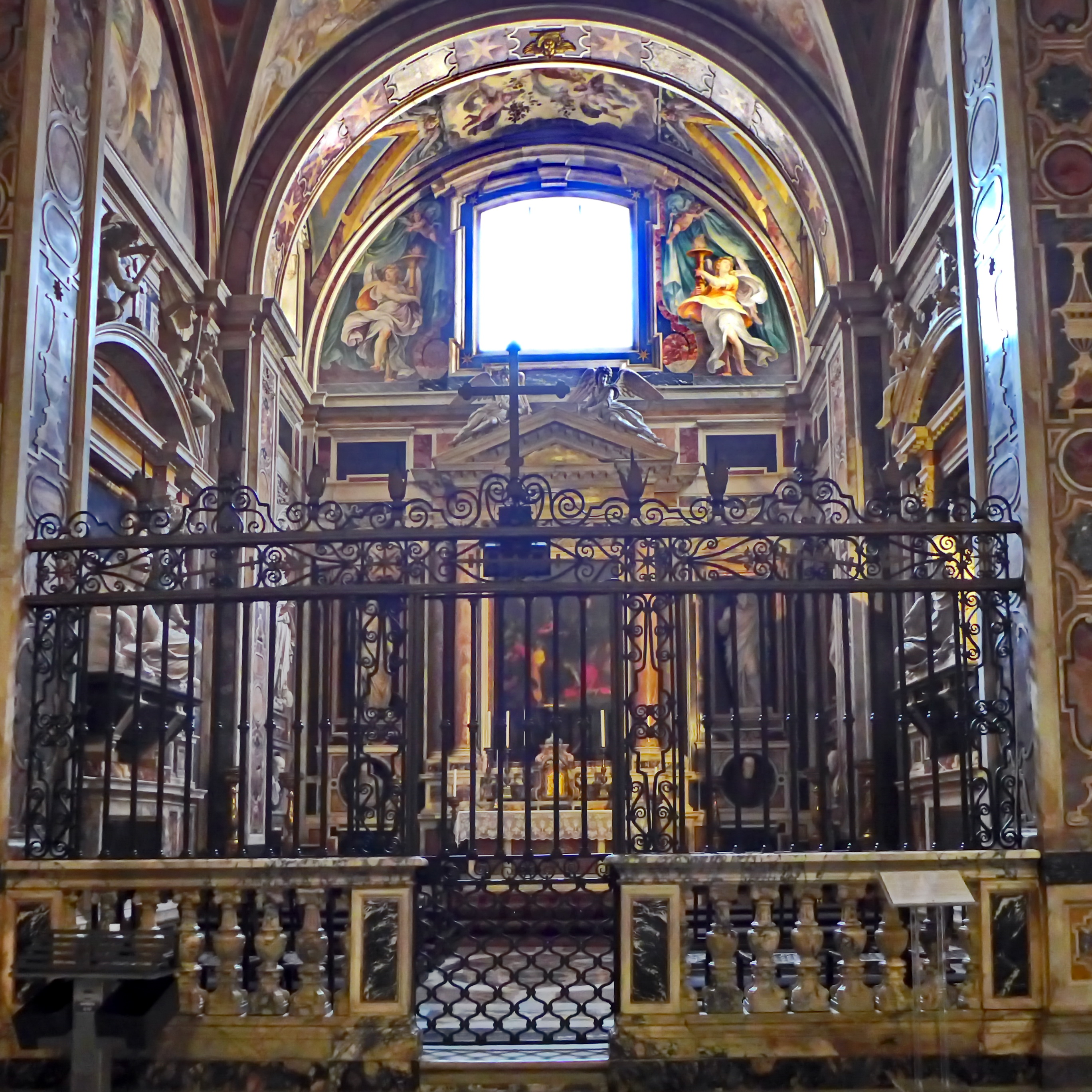
Capilla Aldobrandini (1602) en la en la iglesia de Santa Maria sopra Minerva, en Roma

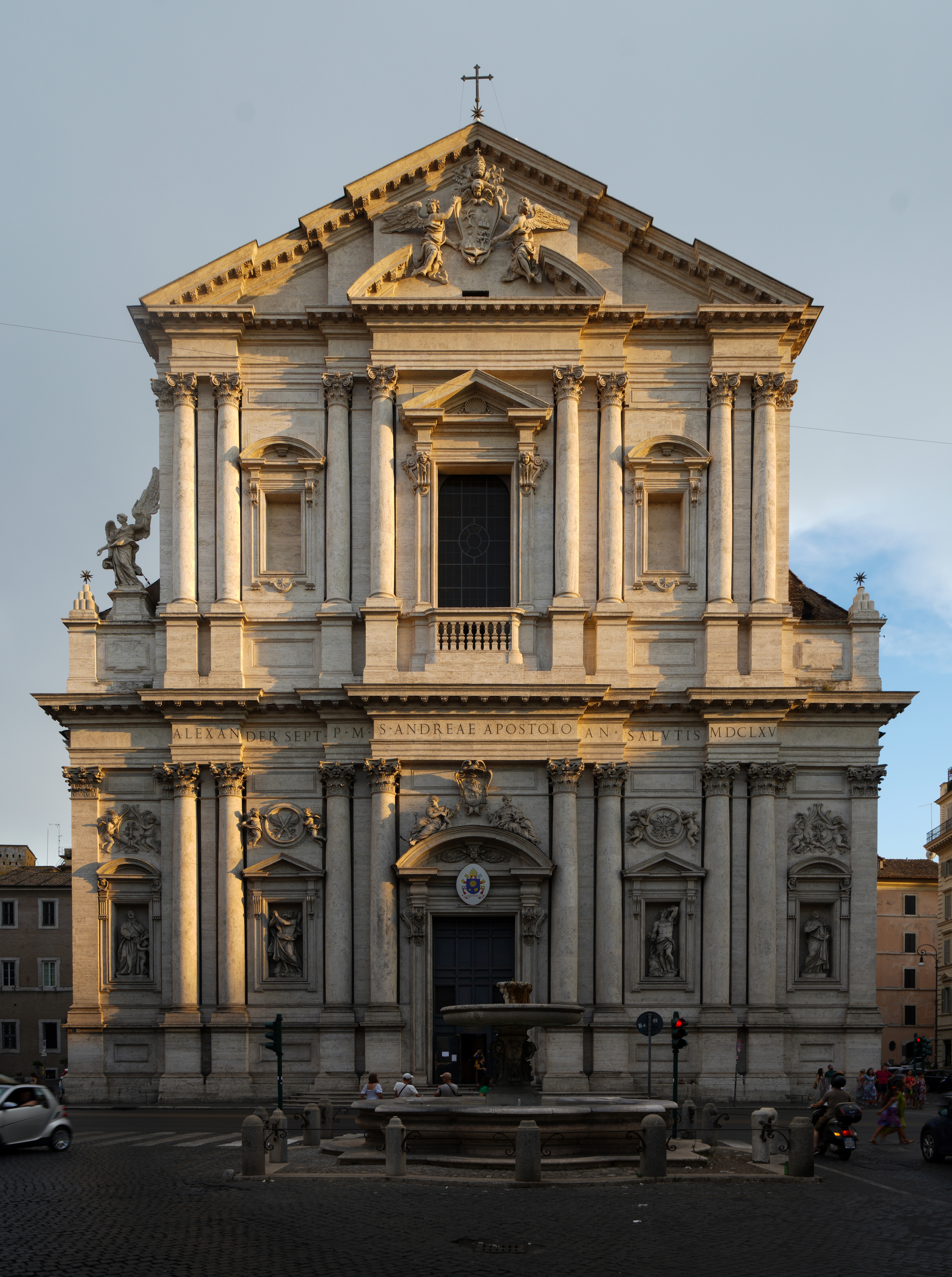
San Andrés della Valle, Roma.

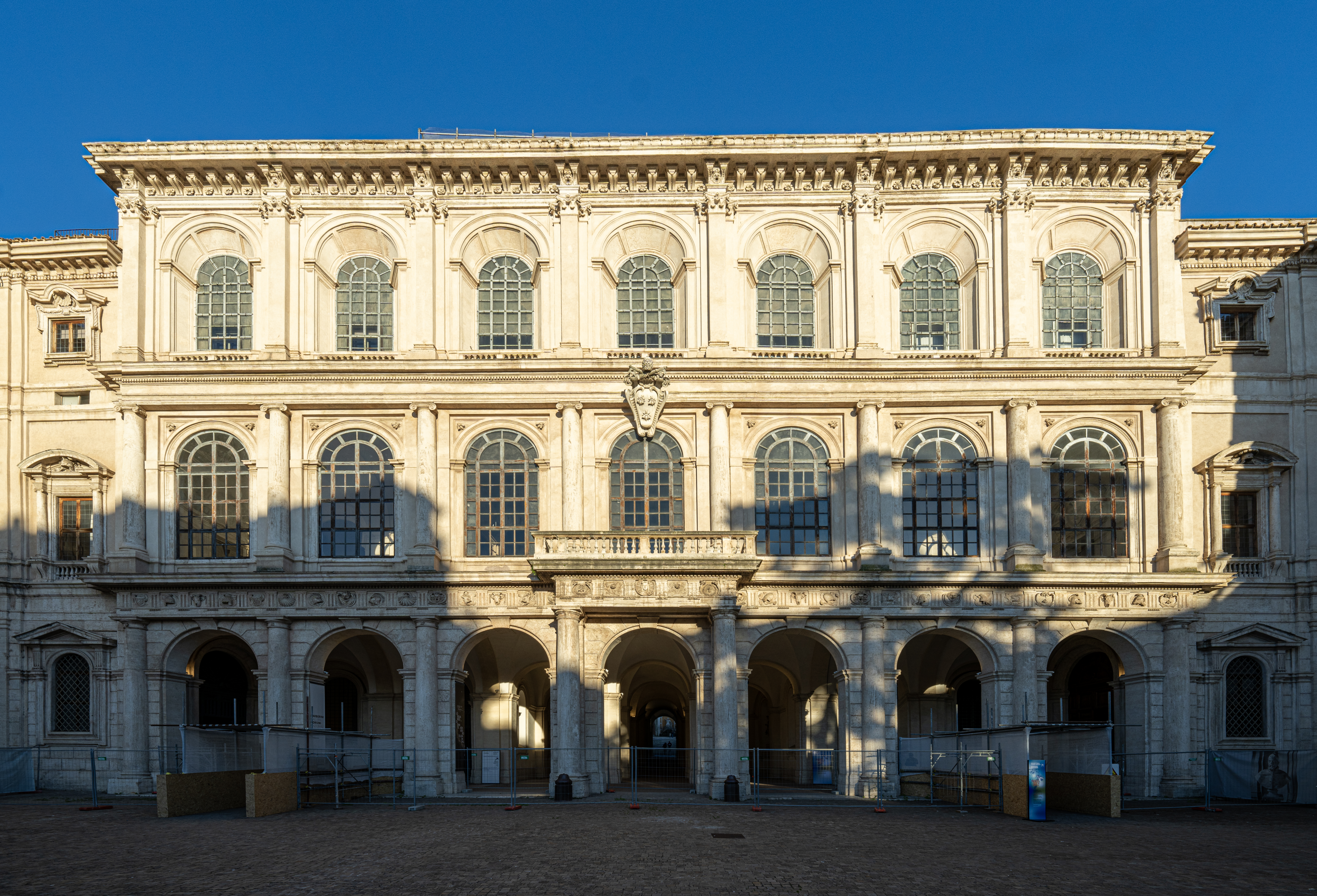
Palazzo Barberini (1625-1629), en Roma, iniciado en 1625, acabado por Bernini y Borromini

Cúpula de la iglesia de San Juan de los Florentinos.

- 1598: capilla fúnebre de la familia Caetani en la basílica de Santa Pudenciana, iniciada por Francesco da Volterra, acabada por Maderno.
- 1598-1602: iglesia de San Giacomo in Augusta, Roma; iniciada por Francesco da Volterra, acabada por Maderno.
- 1602: capilla Aldobrandini en la iglesia de Santa Maria sopra Minerva, en Roma.
- 1602-1604: villa Aldobrandini, en Frascati; iniciada por Giacomo della Porta, acabada por Maderno.
- 1593-1603: iglesia de Santa Susana, en Roma, decoración interior y fachada.
- 1598-1610: palazzo Lancelotti, en Frascati; iniciado por Francesco da Volterra, acabadao por Maderno.
- 1598-1608: palazzo Mattei, en Roma.
- 1607-1620: basílica de San Pedro en Roma, nave y fachada.
- 1608: basílica de San Andrés della Valle, a partir de 1608, la construcción de la fachada según planos de Maderno, acabada según Kuppel en 1622.
- 1611-1614: altar mayor de Santa Maria della Pace.
- 1613: Villa Mondragone en Frascati, a partir de 1613 en colaboración con los arquitectos Giovanni Vasanzio, Flaminio Ponzio, Girolamo Rainaldi y Giovanni Fontana.
- 1614: Iglesia de San Juan de los Florentinos, cúpula octogonal del crucero.
- 1615: palacio del Quirinal, en Roma, ampliación, portada y jardín, a partir de 1615.
- 1623-1629: Palacio pontificio, en Castel Gandolfo, con la ayuda de sus asistentes Bartolomeo Breccioli y Domenico Castelli .
- 1625-1629: palazzo Barberini, en Roma, iniciado en 1625, acabado por Gian Lorenzo Bernini y Borromini.
- palazzo Doria Pamphili de Roma, ampliación del palacio original de Gabriele Valvassori, luego muy modificado por Antonio Del Grande.